# Patrick Gaubert
Pour les articles homonymes, voir Gaubert.
Patrick Gaubert, né le 6 juillet 1948 à Paris, est un docteur en chirurgie dentaire et homme politique français. Il est député européen de 2004 à 2009.

## Biographie

### Jeunesse
Il est le fils d'Armand Goldenberg, dentiste venant de Roumanie réfugié en France pour fuir les persécutions antisémites.

### Carrière politique
Conseiller municipal de Courbevoie de 1982 à 1986, il est président du groupe RPR au sein du conseil municipal. Entre 1986 et 1988, il est chargé de mission au cabinet du ministre de l’Intérieur dans le domaine de la lutte contre le racisme, puis de 1993 à 1995, il est membre du cabinet de Charles Pasqua, chargé de la coordination de la lutte contre le racisme, l’antisémitisme et la xénophobie (création de cellules départementales antiracistes, poursuite contre des médias). Régulièrement insulté par l'extrême droite, notamment le journal Présent, il est victime d'une tentative d'attentat
.
Tête de liste UMP en Île-de-France lors des élections européennes de juin 2004, il est élu
député au Parlement européen, membre du groupe PPE. Il siège jusqu'à la fin de la législature en 2009.

### Autres fonctions
De 1999 à 2010, Patrick Gaubert est président de la Ligue internationale contre le racisme et l’antisémitisme (LICRA).
Sollicité en 2006 par le ministre de l'Intérieur Nicolas Sarkozy pour intervenir comme médiateur dans l'affaire des expulsés de Cachan, Patrick Gaubert accepte la mission avec Dominique Sopo, président de SOS Racisme. Le 6 octobre 2006, il déclare : « Oui, j'ai connu Sarkozy il y a plus de vingt ans, oui, il nous est arrivé de partir en vacances ensemble, mais à Cachan, c'est vis-à-vis des familles que j'avais une obligation de réussite. Pas vis-à-vis de tel ou tel ministre. ».
De 2008 à 2012, il est le dernier président du Haut Conseil à l’intégration (HCI)[réf. nécessaire].

### Controverses
Au cours des années 2000, plusieurs ONG ont dénoncé son rôle auprès de plusieurs dictatures africaines. Accompagné de Jacques Toubon, il s’est rendu en juillet 2009 à Brazzaville lors des élections au cours desquelles Denis Sassou Nguesso a été confortablement réélu.
Il est le frère de Thierry Gaubert , mis en examen dans le cadre de l'enquête sur l'affaire Karachi, mais également en 2008 pour le détournement des fonds du 1 % logement dans les Hauts-de-Seine, dans les années 1980 et 1990.

## Publication
En 2009, il publie sa biographie, Les Droits de l’homme ne se négocient pas, aux éditions L'Archipel.

## Décorations
- Officier de la Légion d'honneur depuis 2010[7]

- Chevalier de l'ordre national du Mérite depuis 1995.